# Hospital de Solsona
L'Hospital de Solsona és un edifici de Solsona (Solsonès) que forma part de l'Inventari del Patrimoni Arquitectònic Català.

## Edifici
Edifici construït pel mestre de cases barceloní Claudi Casals a partir d'un contracte del 1638 amb els administradors i el govern municipal. Fundat a partir del que havia deixat el mercader solsoní, Pere Màrtir Colomés. Fou el primer hospital de Solsona construït extramurs. Les obres interiors i de la seva capella s'allargaren fins a les acaballes del mateix segle. Es tracta d'un complex hospitalari modern d'un interès molt remarcable. Claudi Casals, el seu constructor, a partir de 1623, havia portat a terme les obres d'acabament de la catedral de Solsona.
A la façana de l'església, d'estil neoclàssic i dedicada a la Mare de Déu del Carme, hi ha una portalada d'arc adintellat, coronada per un frontó triangular amb una fornícula on no hi ha cap imatge. Sobre això hi ha una rossassa, i coronant la façana, hi ha un campanar d'espadanya de dos ulls, del qual d'un d'ells penja una campana. El campanar també es coronat per un frontó triangular, en el qual antigament, hi havia pinacles esfèrics als extrems del triangle. A l'interior, l'església ha estat molt modificada, ja que ara es més baixa i té un aspecte bastant més modern. Aquesta reforma segurament es va fer després de la guerra, per a arreglar els desperfectes. La portalada de l'església, segons el contracte de 1638, havia de ser una rèplica de la portalada que havia construït a la catedral Claudi Casals.